# Maybach Special
Maybach Special – seria czterech samochodów wyścigowych projektu i konstrukcji Charliego Deana, ścigających się w Australii i Nowej Zelandii w latach 1948–1960.

## Historia

### Maybach Mk1
Tuż po zakończeniu II wojny światowej do Australii został przetransportowany samochód zwiadowczy marki Büssing-NAG z 3,8-litrowym silnikiem Maybach. Po oględzinach samochód został sprzedany za 40 funtów inżynierowi Repco, Charliemu Deanowi. Postanowił on przystosować silnik samochodu do wyścigów. W tym celu umiejscowił jednostkę w stalowej kratownicy przestrzennej własnej konstrukcji. Silnik przekazywał napęd na tylne koła za pośrednictwem czterostopniowej ręcznej skrzyni biegów FIAT. Koła pochodziły ze Studebakera. Na samochód nałożono karoserię w stylu Grand Prix. W ten sposób w 1946 roku powstał Maybach Special Mk1. Ten pojazd zadebiutował podczas Grand Prix Australii 1948.

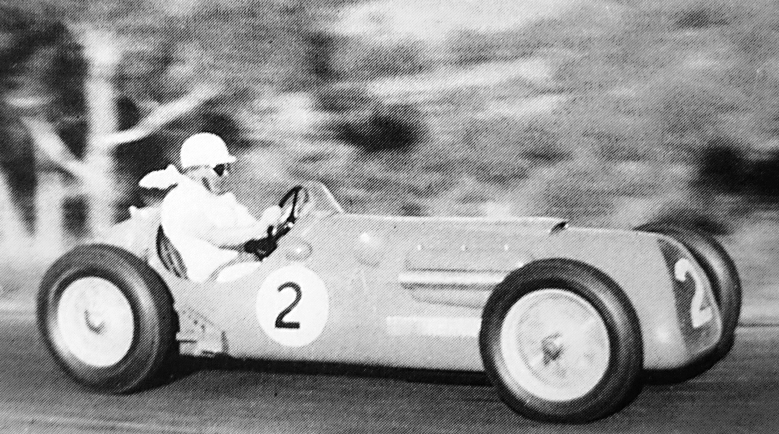
Stan Jones w Maybachu Mk1 podczas Bathurst 100 1954

W 1949 roku Dean zakupił z Europy dwa dodatkowe silniki Maybacha. Dysponując odpowiednimi częściami, Dean zbudował silnik o pojemności 4,2 litra ze sprężarką Rootsa. Zmniejszono masę resorów piórowych, a części Studebakera zastąpiono częściami Pontiaka. Na przednie zawieszenie składały się górne wahacze i odwrócone półeliptyczne resory piórowe. Tylne zawieszenie stanowiła oś podnoszona – rozwiązanie stosowane w Bugatti, a także wahacze wleczone i ćwierćeliptyczne resory piórowe, co obniżało masę samochodu. Dean zastosował również dyferencjał o ograniczonym poślizgu, pochodzący z amerykańskiej ciężarówki z 1922 roku. Te rozwiązania spowodowały zwiększenie konkurencyjności pojazdu.
W 1951 roku pojazd został sprzedany Stanowi Jonesowi (ojcu Alana), jakkolwiek Dean nadal brał czynny udział w jego rozwoju. Jones uczestniczył w zawodach Formuły Libre w Australii i Nowej Zelandii, wielokrotnie je wygrywając. Australijczyk prowadził w Grand Prix Australii w 1952 i 1953 roku, tracąc zwycięstwa przez nieudane pit-stopy. W 1954 roku Jones wygrał pierwsze międzynarodowe Grand Prix Nowej Zelandii, organizowane na torze Ardmore. Australijczyk pokonał najnowsze modele Ferrari, Cooper i BRM, jak również takich kierowców, jak Ken Wharton i Peter Whitehead.

### Maybach Mk2
W 1954 roku Dean pozbył się starego nadwozia, a silnik umieścił w nowym nadwoziu – krótszym, węższym i lżejszym. Wał napędowy został poprowadzony pod kierowcą. W listopadzie 1954 roku organizowano Grand Prix Australii na szybkim i niebezpiecznym torze Southport. Podczas wyścigu Jones prowadził z komfortową przewagą, kiedy w połowie dystansu nadwozie złamało się przy prędkości 160 km/h, samochód przestał się prowadzić, a kierowca uderzył w drzewo. Chociaż Jones wyszedł z wypadku bez szwanku, samochód rozpołowił się, a wiele części – szczególnie silnika – uległo bezpowrotnemu zniszczeniu. Mimo to Dean przystąpił do prac nad trzecią generacją modelu.

### Maybach Mk3
Przygotowanie Maybacha Mk3 zajęło Deanowi cztery miesiące. Silnik, podobnie jak w Mercedesie W196, został obrócony o 60 stopni w lewo. Przeniesienie napędu znajdowało się po prawej stronie kierowcy, a nowe nadwozie również było inspirowane Mercedesem. Zamontowano również ulepszony układ hamulcowy. W celu zwiększonej prędkości obrotowej zmniejszono pojemność silnika – do 3,8 litra. Dean zarzucił kupienie nowych gaźników, zamiast tego rozwijając przy współpracy z Philem Irvingiem własny wtrysk paliwa. Pojazd ten prowadził w Grand Prix Australii 1955 na torze Port Wakefield, zanim uszkodzeniu nie uległo sprzęgło. Następnie Jones zakupił Maserati 250F, a Maybach stał się własnością Ema Seeligera.

### Maybach Mk4
Seeliger wyposażył pojazd w silnik Chevroleta Corvette. Nadwozie zostało wydłużone, by pomieścić oś de Dion. Seeliger zajął tym samochodem drugie miejsce w Grand Prix Australii 1958, ustępując jedynie Lexowi Davisonowi w Ferrari. Stan Jones na krótko powrócił do ścigania się Maybachem. W 1959 roku wygrał nim wyścig Gold Star. Ostatni raz pojazd ścigał się w Grand Prix Australii 1960, ale Jones przejechał nim tylko cztery okrążenia.